# Francesco Pavanello
Francesco Pavanello (Este, 27 luglio 1970) è un militare italiano, Maresciallo Capo dell'Arma dei Carabinieri, insignito di Medaglia d'oro al valor civile.